# Biegi narciarskie na Zimowych Igrzyskach Olimpijskich 1976 – sztafeta mężczyzn
Bieg sztafetowy mężczyzn podczas Zimowych Igrzysk Olimpijskich 1976 w Lake Placid został rozegrany 11 lutego. Wzięło w nim udział 64 zawodników z szesnastu krajów. Mistrzostwo olimpijskie w tej konkurencji wywalczyła reprezentacja Finlandii w składzie: Matti Pitkänen, Juha Mieto, Pertti Teurajärvi i Arto Koivisto. 

## Wyniki
| Pozycja | Kraj                                                                                 | Czas                                           | Strata     |
| ------- | ------------------------------------------------------------------------------------ | ---------------------------------------------- | ---------- |
|         | Finlandia · Matti Pitkänen · Juha Mieto · Pertti Teurajärvi · Arto Koivisto          | 2:07:59,72 35:03,59 31:14,89 31:25,04 30:16,20 | -          |
|         | Norwegia · Pål Tyldum · Einar Sagstuen · Ivar Formo · Odd Martinsen                  | 2:09:58,36 34:46,22 32:22,40 31:35,98 31:13,76 | + 1:58,64  |
|         | ZSRR · Jewgienij Bielajew · Nikołaj Bażukow · Siergiej Sawieljew · Iwan Garanin      | 2:10:51,46 35:53,69 31:57,04 32:19,06 30:41,67 | + 2:51,74  |
| 4.      | Szwecja · Benny Södergren · Christer Johansson · Thomas Wassberg · Sven-Åke Lundbäck | 2:11:16,88 34:42,63 33:12,47 31:37,72 31:44,06 | + 3:17,16  |
| 5.      | Szwajcaria · Franz Renggli · Eduard Hauser · Heinz Gähler · Alfred Kälin             | 2:11:28,53 35:25,86 32:30,09 31:38,46 31:54,12 | + 3:28,81  |
| 6.      | Stany Zjednoczone · Doug Peterson · Tim Caldwell · Bill Koch · Ronny Yeager          | 2:11:41,35 36:06,24 32:16,01 30:43,61 32:35,49 | + 3:41,63  |
| 7.      | Włochy · Renzo Chiocchetti · Tonio Biondini · Ulrico Kostner · Giulio Capitanio      | 2:12:07,12 37:32,55 32:24,33 30:56,09 31:14,15 | + 4:07,40  |
| 8.      | Austria · Rudolf Horn · Reinhold Feichter · Werner Vogel · Herbert Wachter           | 2:12:22,80 34:54,64 33:06,58 32:57,12 31:24,46 | + 4:23,08  |
| 9.      | RFN · Franz Betz · Georg Kandlinger · Walter Demel · Georg Zipfel                    | 2:12:38,96 35:59,91 33:05,50 31:51,36 31:42,19 | + 4:39,24  |
| 10.     | Czechosłowacja · František Šimon · Milan Jarý · Jiří Beran · Stanislav Henych        | 2:12:49,99 37:12,39 32:55,64 31:18,44 31:23,52 | + 4:50,27  |
| 11.     | Francja · Daniel Drezet · Jean-Paul Vandel · Yves Blondeau · Jean-Paul Pierrat       | 2:13:05,26 35:47,64 33:10,12 32:09,16 31:58,34 | + 5:05,54  |
| 12.     | Kanada · Bert Bullock · Ernie Lennie · Edward Day · Hans Skinstad                    | 2:15:31,85 35:16,98 34:45,37 32:50,20 32:39,30 | + 7:32,13  |
| 13.     | Polska · Wiesław Gębala · Jan Staszel · Jan Dragon · Władysław Podgórski             | 2:16:06,63 35:33,85 32:23,89 34:56,60 33:12,29 | + 8:06,91  |
| 14.     | Bułgaria · Ljubomir Toskow · Iwan Lebanow · Christo Barzanow · Petyr Pankow          | 2:19:45,66 37:10,84 35:12,89 33:28,54 33:53,39 | + 11:45,94 |
| –       | NRD · Gerd Heßler · Axel Lesser · Gerhard Grimmer · Gert-Dietmar Klause              | nem ért célba 34:44,44 DNF                     |            |
| –       | Turcja · Sacit Özbey · Bahri Yılmaz · Şeref Çınar · Yavuz Özbey                      | nem ért célba 41:14,00 DNF                     |            |